# Stig Inge Bjørnebye
Stig Inge Bjørnebye, norveški nogometaš in trener, * 11. december 1969, Elverum, Norveška.
Bjørnebye je nekdanji pomočnik selektorja norveške nogometne reprezentance in trener kluba IK Start.
Svojo aktivno nogometno kariero je zaključil leta 2002.
Za norveško nogometno reprezentanco je odigral 75 tekem.